# NGC 6095
NGC 6095 este o galaxie lenticulară situată în constelația Dragonul. A fost descoperită în 27 mai 1886 de către Lewis A. Swift.